# إدواردو دوالده
إدواردو البرتو دوالده (بالإسبانية: Eduardo Duhalde)‏ (يلفظ بالأسبانية: [eˈðwarðo alˈβerto ˈðwalde];ولد 5 أكتوبر، 1941) سياسي ومحامٍ أرجنتيني، وأستاذ القانون العام، شغل في الفترة 2002 - 2003 منصب رئيس الأرجنتين.

## حياته
ولد دوالده في لوماس دي زامورا في بوينس آيرس الكبرى. وفي العام 1970 تخرج كمحامي. ثم أصبح عضوا في الحكومة المحلية في لوماس دي زامورا، وبعد 3 سنوات وفي أثناء عملية إعادة التنظيم الحكومي اثر انقلاب عسكري، ترك دوالده منصبه الحكومي. وفي عام 1983 ومع استعادة الحكم الديمقراطي تم انتخابه مجددا للعمل ضمن الحكومة المحلية للوماس دي زامورا.
في عام 1987 أصبح عضوا في المؤتمر الوطني الأرجنتيني، ثم أصبح نائب الرئيس كارلوس منعم من عام 1989 إلى استقالته في عام 1991. في عام 1991 فاز لأول مرة وأصبح حاكما لولاية بوينس أيرس.
في العام 1999 رشح لانتخابات الرئاسة، وذلك بعد فشل محاولة كارلوس منعم للترشح لمرة ثالثة. ولكنه هزم أمام فيرناندو دي لا روا. حيث جاء دوالده في المركز الثاني مع 37% من اصوات الناخبين. لم تتمكن حكومة لا روا من العيش سوى سنتين إذ واجهت عام 2001 ازمة اقتصادية خطيرة ادت إلى اضطرابات واعمال شعب في الأرجنتين دفعت لاحقا الرئيس لا روا للاستقالة.
بعد استقالة دي لا روا، نظرا للأزمة الاقتصادية لعام 2001 وأعمال الشغب، عين دوالده رئيسا الأرجنتين من قبل الجمعية التشريعية في 2 يناير، 2002.
عمل دوالده في البداية لبضعة أشهر، من اجل السيطرة على حالة الفوضى في البلاد، وخلال عام واحد من استلامه الرئاسة نجح في تخفيض الدين العام الأرجنتيني. وفك ارتباط البيزو الأرجنتيني بالدولار. ورغم انها خطوة ادت إلى التضخم الا انها حسنت من قيمة الناتج الوطني والواردات العامة. تحت الضغط السياسي ورغم نجاحه في تحسين الوضع الاقتصادي، الا انه انه أجبر على الدعوة إلى انتخابات قبل ستة أشهر من موعدها المحدد.
و بعد سلسلة صراعات انتخابية خسر دوالده منصبه لصالح نيستور كيرشنير، والذي فاز هو الآخر بدوره في الجولة الثانية على كارلوس منعم.
بعد الرئاسة نأى دوالده بنفسه لفترة من الزمن عن عالم السياسة. الا ان زوجته هيلدا خاضت حملة شرسة ضد منافستها زوجة كيرشنير. كريستينا كيرشنير، للفوز بمقعد في مجلس نواب بوينس آيرس.
و في العام 2009 أعلن عن نيته الترشح للاتخابات الرئاسية مجددا ونظم حركة البيرونيين الاتحادية بالتعاون مع حزب العدالة المعارض لنيستور كيرشنير. وذلك من اجل المنافسة مجددا على المقعد الرئاسي.

## روابط خارجية
- إدواردو دوالده على موقع الموسوعة البريطانية (الإنجليزية)
- إدواردو دوالده على موقع مونزينجر (الألمانية)